# Мерен, Аугуст Фердинанд Микаэль ван
Аугуст Фердинанд Микаэль ван Мерен (дат. August Ferdinand Michael van Mehren; 6 апреля 1822, Хельсингёр — 14 ноября 1907, Фреденсборг) — датский востоковед.

## Научная деятельность
Учился в университетах Копенгагена, Лейпцига (у Флейшера) и Киля (у Ольсхаузена).
В 1845 году стал доктором, в 1854 году — профессором семитологии Копенгагенского университета.
С 1852 года — член-корреспондент Петербургской Академии наук.
Особое внимание уделял арабской литературе. Результатом её исследования стал труд «Arab rhetoric and linguistics titled Die Rhetorik der Araber» (1853).
В 1862 году в Кобенхавне издал свой труд «Syrien og Palestina, Studie efter en arabisk Geograph…» — результат изучения научного наследия сирийского географа Шамсуддина ад-Димашки.
В 1866 году в Санкт-Петербурге издал арабский текст сочинения «Космография» ад-Димашки, а в 1874 году перевёл его на французский язык под названием «Manuel de la cosmographie du moyen age».
Занимался каталогизацией рукописей Авесты из коллекции «Codices Orientales Bibliothecae Regiae Havniensis».
Исследовал философское наследие Авиценны.